# Xanthonia dentata
Xanthonia dentata är en skalbaggsart som beskrevs av Staines och Weisman 2002. Xanthonia dentata ingår i släktet Xanthonia och familjen bladbaggar. Inga underarter finns listade i Catalogue of Life.